# Петров, Максим Владимирович (убийца)
Макси́м Влади́мирович Петро́в (род. 14 ноября 1965, Колпино, Ленинград, РСФСР, СССР) — российский серийный убийца и грабитель, врач по профессии. В 2003 году был приговорён к пожизненному лишению свободы за убийство 11 человек с целью ограбления. Российские СМИ прозвали его «Доктор Смерть».

## Биография

### Преступления
Петров жил в Невском районе Санкт-Петербурга и работал врачом педиатром на 24-й подстанции скорой помощи. С августа 1997 по январь 2000 года он совершил 46 грабежей: приходил к пенсионерам домой без предупреждения и обычно утром, когда их родственники уходили на работу, измерял артериальное давление и сообщал жертве, что необходимо сделать укол. После инъекции снотворного жертвы теряли сознание, а Петров уходил, забрав с собой различные вещи. Он снимал кольца и серьги с жертв, забирал у них ордена и медали, бытовую технику. Но иногда Петров довольствовался всего лишь скромной суммой денег — меньше 100 рублей. Первые жертвы не умирали. Они просыпались, когда Петров уже скрылся с места преступления.
Первое убийство он совершил 2 февраля 1999 года во время тридцатого по счёту грабежа. Потерпевший был уже без сознания после инъекции, когда неожиданно домой вернулась его дочь и увидела, как доктор совершает кражу. Он ударил женщину отвёрткой, а «пациента» задушил. После этого эпизода схема преступлений Петрова изменилась. Он вводил жертвам инъекции из множества смертельных наркотических препаратов, чтобы милиция не думала, что преступник — медик. Петров поджигал дома своих жертв, чтобы скрыть следы преступления. Выбор вещей для краж по-прежнему был разнообразным, иногда убийства совершались из-за 50 рублей или еды жертвы из холодильника. Украденные вещи позже нашли в его квартире, часть он уже успел продать на рынке.

### Арест, следствие и суд
Милиция не выпускала фоторобот подозреваемого, думая, что он будет скоро пойман. Однако расследование продлилось до 2000 года, прежде чем следователи поняли принцип отбора жертв. Все жертвы были включены в список пациентов, прошедших флюорографию, который Петров нашёл в местной поликлинике. Используя этот список, милиционеры выявили 72 возможных будущих жертвы. В ходе операции «Медбрат», в которой участвовало 700 оперативников, Петров был задержан 17 января 2000 года во время посещения одного из «пациентов».
Максим Петров был осуждён лишь 21 ноября 2003 года. В своём последнем слове отказался от всех показаний, заявив, что все они были сделаны под давлением оперативников, признав себя виновным лишь в том, что использовал поддельные документы для проезда в общественном транспорте. Однако суд, основываясь на показаниях свидетелей и доказательствах следствия, признал Петрова виновным в 11 убийствах, 4 покушениях и нескольких десятках грабежей и разбоев и приговорил его к пожизненному лишению свободы. В июне 2004 года Верховный суд РФ отклонил обжалование Петровым приговора, оставив его в силе.

### В заключении
Отбывать наказание был отправлен в колонию особого режима «Белый лебедь» в городе Соликамске, куда его этапировали 2 октября 2004 года.
В 2012 году Петров получил от Российской Федерации по решению Европейского суда по правам человека 16 350 евро в качестве компенсации за плохие условия содержания в изоляторе, а с 2014 года отправлял многочисленные жалобы в Верховный суд Российской Федерации.
В 2019 году дал интервью газете «Московский комсомолец».

## В массовой культуре
- Документальный фильм «Доктор Смерть» из цикла «Криминальная Россия» (2001)[прим. 1]
- Документальный фильм «Доктор Смерть» из цикла «Честный детектив» (2004)[прим. 2]
- Документальный фильм «Доктор „Смерть“» из цикла «Криминальная Россия. Развязка» (2014)[прим. 3]
- Документальный фильм «Доктор Смерть» из цикла «Милицейские истории» (2015)[прим. 4]